# Annie Yi
Annie Yi Neng Jing (cinese tradizionale: 伊能靜; cinese semplificato: 伊能静; pinyin: Yi neng-jing; giapponese: Inō Shizuka; Taipei, 4 marzo 1969) è un'attrice taiwanese.

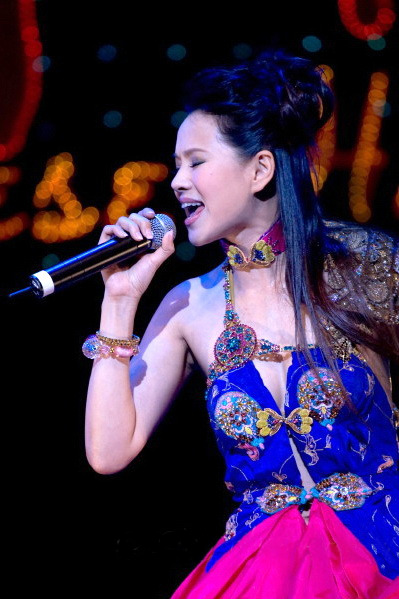
Annie Yi

Il suo nome di nascita era Wu Jingyi (吳靜怡), ma lo cambiò dopo che sua madre si fu risposata con un uomo giapponese; dal giapponese il nome è stato successivamente modificato in Yi Neng Jing, dopo che l'attrice tornò a Taiwan nel 1988 per lanciare la sua carriera da cantante. Parla fluentemente cinese, il dialetto taiwanese minnan, giapponese, e capisce l'inglese.
Ha sposato Harlem Yu (庾澄慶), altro cantante e personaggio televisivo taiwanese, il 14 febbraio del 2000 negli Stati Uniti. Con lui ha avuto un figlio, Harrison, nato il 16 marzo 2002. Hanno ufficializzato il loro divorzio il 20 marzo 2009.

## Filmografia
- 1995: Good Men, Good Women, Haonan haonu
- 1996: Goodbye South, Goodbye, Nanguo zaijan, nanguo
- 1997: Wolves Cry Under the Moon, Guo dao feng bi
- 1998: Flowers of Shanghai
- 1999: 8½ Women
- 2000: "Ren jian si yue tian" (2000) mini-serie televisiva - Lu Xiaoman
- 2001: "貧窮貴公子(Poor Prince)" serie televisiva
- 2007: Ai qing hu jiao zhuan yi, Crossed Lines